# Canoa/kayak ai Giochi della XXXIII Olimpiade - C2 500 metri maschile
La gara di canoa velocità C2 500 metri per Parigi 2024 si è svolta allo stadio nautico di Vaires-sur-Marne nei giorni 6 e 8 agosto 2024.
Alla competizione hanno preso parte 26 atleti di 13 nazioni.

## Regolamento della competizione
La competizione prevede due batterie di qualificazione, due quarti di finale, due semifinali e due finali. I primi due classificati di ogni batteria di qualificazione accedono direttamente alle semifinali, le restanti barche (9) ai quarti di finale, dove i primi tre di ognuno dei due quarti accedono alle semifinali, mentre gli altri accedono alla finale B. I primi quattro classificati di ogni semifinale accedono alla finale A, per l'assegnazione delle medaglie mentre gli altri accedono alla finale B.
| Data          | Turno            |
| ------------- | ---------------- |
| 6 agosto 2024 | Batterie         |
| 6 agosto 2024 | Quarti di finale |
| 8 agosto 2024 | Semifinali       |
| 8 agosto 2024 | Finale           |

## Risultati

### Batterie

#### Batteria 1
| Pos. | Atleta                           | Paese                       | Tempo   | Note |
| ---- | -------------------------------- | --------------------------- | ------- | ---- |
| 1    | Zakhar Petrov Aleksej Korovaškov | Atleti Individuali Neutrali | 1'38"65 | SF   |
| 2    | Gabriele Casadei Carlo Tacchini  | Italia                      | 1'39"17 | SF   |
| 2    | Jacky Godmann Isaquias Queiroz   | Brasile                     | 1'39"38 | QF   |
| 4    | Balázs Adolf Jonatán Hajdu       | Ungheria                    | 1'40"02 | QF   |
| 5    | Ilie Sprîncean Oleg Nuță         | Romania                     | 1'40"84 | QF   |
| 6    | Peter Kretschmer Tim Hecker      | Germania                    | 1'41"58 | QF   |
| 7    | Max Brown Grant Clancy           | Nuova Zelanda               | 2'22"09 | QF   |

#### Batteria 2
| Pos. | Atleta                             | Paese      | Tempo   | Note |
| ---- | ---------------------------------- | ---------- | ------- | ---- |
| 1    | Liu Hao Ji Bowen                   | Cina       | 1'37"40 | SF   |
| 2    | Joan Antoni Moreno Diego Domínguez | Spagna     | 1'37"78 | SF   |
| 3    | Petr Fuksa Martin Fuksa            | Rep. Ceca  | 1'41"49 | QF   |
| 4    | Loïc Léonard Adrien Bart           | Francia    | 1'44"00 | QF   |
| 5    | Sergey Yemelyanov Timur Khaidarov  | Kazakistan | 1'45"94 | QF   |
| 6    | Manuel António Benilson Sanda      | Angola     | 1'51"53 | QF   |

### Quarti di finale

#### Quarto di finale 1
| Pos. | Atleta                              | Paese         | Tempo   | Note |
| ---- | ----------------------------------- | ------------- | ------- | ---- |
| 1    | Jacky Godmann Isaquias Queiroz      | Brasile       | 1'38"78 | SF   |
| 2    | Ilie Sprîncean Oleg Nuță            | Romania       | 1'40"00 | SF   |
| 3    | Loïc Léonard Adrien Bart            | Francia       | 1'45"24 | SF   |
| 4    | Manuel António Benilson Sanda       | Angola        | 1'49"00 | FB   |
| 5    | Viktor Melantyev Vladislav Chebotar | Nuova Zelanda | 2'24"09 | FB   |

#### Quarto di finale 2
| Pos. | Atleta                            | Paese      | Tempo   | Note |
| ---- | --------------------------------- | ---------- | ------- | ---- |
| 1    | Peter Kretschmer Tim Hecker       | Germania   | 1'39"94 | SF   |
| 2    | Balázs Adolf Jonatán Hajdu        | Ungheria   | 1'40"95 | SF   |
| 3    | Petr Fuksa Martin Fuksa           | Rep. Ceca  | 1'41"02 | SF   |
| 4    | Sergey Yemelyanov Timur Khaidarov | Kazakistan | 1'44"03 | FB   |

### Semifinali

#### Semifinale 1
| Pos. | Atleta                             | Paese                       | Tempo   | Note |
| ---- | ---------------------------------- | --------------------------- | ------- | ---- |
| 1    | Zakhar Petrov Aleksej Korovaškov   | Atleti Individuali Neutrali | 1'39"57 | FA   |
| 2    | Balázs Adolf Jonatán Hajdu         | Ungheria                    | 1'39"83 | FA   |
| 3    | Jacky Godmann Isaquias Queiroz     | Brasile                     | 1'39"95 | FA   |
| 4    | Joan Antoni Moreno Diego Domínguez | Spagna                      | 1'40"23 | FA   |
| 5    | Loïc Léonard Adrien Bart           | Francia                     | 1'40"98 | FB   |

#### Semifinale 2
| Pos. | Atleta                          | Paese     | Tempo   | Note |
| ---- | ------------------------------- | --------- | ------- | ---- |
| 1    | Liu Hao Ji Bowen                | Cina      | 1'40"83 | FA   |
| 2    | Peter Kretschmer Tim Hecker     | Germania  | 1'41"58 | FA   |
| 3    | Gabriele Casadei Carlo Tacchini | Italia    | 1'41"59 | FA   |
| 4    | Petr Fuksa Martin Fuksa         | Rep. Ceca | 1'42"69 | FA   |
| 5    | Ilie Sprîncean Oleg Nuță        | Romania   | 1'43"42 | FB   |

### Finali

#### Finale B
| Pos. | Atleta                            | Paese         | Tempo   | Note |
| ---- | --------------------------------- | ------------- | ------- | ---- |
| 9    | Ilie Sprîncean Oleg Nuță          | Romania       | 1'43"80 |      |
| 10   | Loïc Léonard Adrien Bart          | Francia       | 1'43"82 |      |
| 11   | Sergey Yemelyanov Timur Khaidarov | Kazakistan    | 1'46"75 |      |
| 12   | Manuel António Benilson Sanda     | Angola        | 1'55"74 |      |
| 13   | Max Brown Grant Clancy            | Nuova Zelanda | 2'31"04 |      |

#### Finale A
| Pos. | Atleta                             | Paese                       | Tempo   | Note |
| ---- | ---------------------------------- | --------------------------- | ------- | ---- |
|      | Liu Hao Ji Bowen                   | Cina                        | 1'39"48 |      |
|      | Gabriele Casadei Carlo Tacchini    | Italia                      | 1'41"08 |      |
|      | Joan Antoni Moreno Diego Domínguez | Spagna                      | 1'41"18 |      |
| 4    | Zakhar Petrov Aleksej Korovaškov   | Atleti Individuali Neutrali | 1'41"27 |      |
| 5    | Peter Kretschmer Tim Hecker        | Germania                    | 1'41"62 |      |
| 6    | Balázs Adolf Jonatán Hajdu         | Ungheria                    | 1'41"66 |      |
| 7    | Petr Fuksa Martin Fuksa            | Rep. Ceca                   | 1'41"83 |      |
| 8    | Jacky Godmann Isaquias Queiroz     | Brasile                     | 1'42"58 |      |